# Phare Ponleu Selpak
Phare Ponleu Selpak (PPSA, en khmer : ហ្វារពន្លឺសិល្បៈ, littéralement : « la Lumière des Arts »), est une association cambodgienne à but non lucratif fondée en 1994. Elle travaille avec des enfants, de jeunes adultes et leur famille, par le biais de formations artistiques (notamment du spectacle vivant), de programmes éducatifs et de soutien social.

## Historique
En 1986, dans le camp de réfugiés Site 2, à la demande du père Pierre Ceyrac, une professeure française, Véronique Decrop, mène des ateliers de dessin avec les enfants et jeunes du camp pour les aider à surmonter le traumatisme de la guerre (conflit cambodgien (1978-1999)).
Neuf de ces élèves, de retour au Cambodge à Battambang en 1994, fondent Phare Ponleu Selpak.
Partie d'une seule classe de dessin, l'organisation s'est peu à peu élargie au fur et à mesure que les enfants augmentaient, pour inclure d'autres disciplines artistiques comme le cirque, la musique, le théâtre et la danse.
En 2013, avec le soutien de l'Agence française de développement et du CCFD, une nouvelle école d'arts visuels et appliqués (VAAS) a été créée.
S'agissant du théâtre, en 2011 et 2013, une partie de la troupe s'est produite en France et au Portugal pour interpréter L'Histoire terrible mais inachevée de Norodom Sihanouk, Roi du Cambodge, une pièce d'Hélène Cixous. Traitant de l'histoire récente du pays, la pièce a bénéficié d'un accueil particulièrement favorable de la part du public et des critiques,.

## Distinctions
L'ONG a reçu, en 2012, le prix du Prince Claus honorant les personnalités et organisations reflétant une approche contemporaine et progressive sur les thèmes de la culture et du développement.